# کلیسای جامع تجلی نجات‌دهنده صومعه میروژسکی

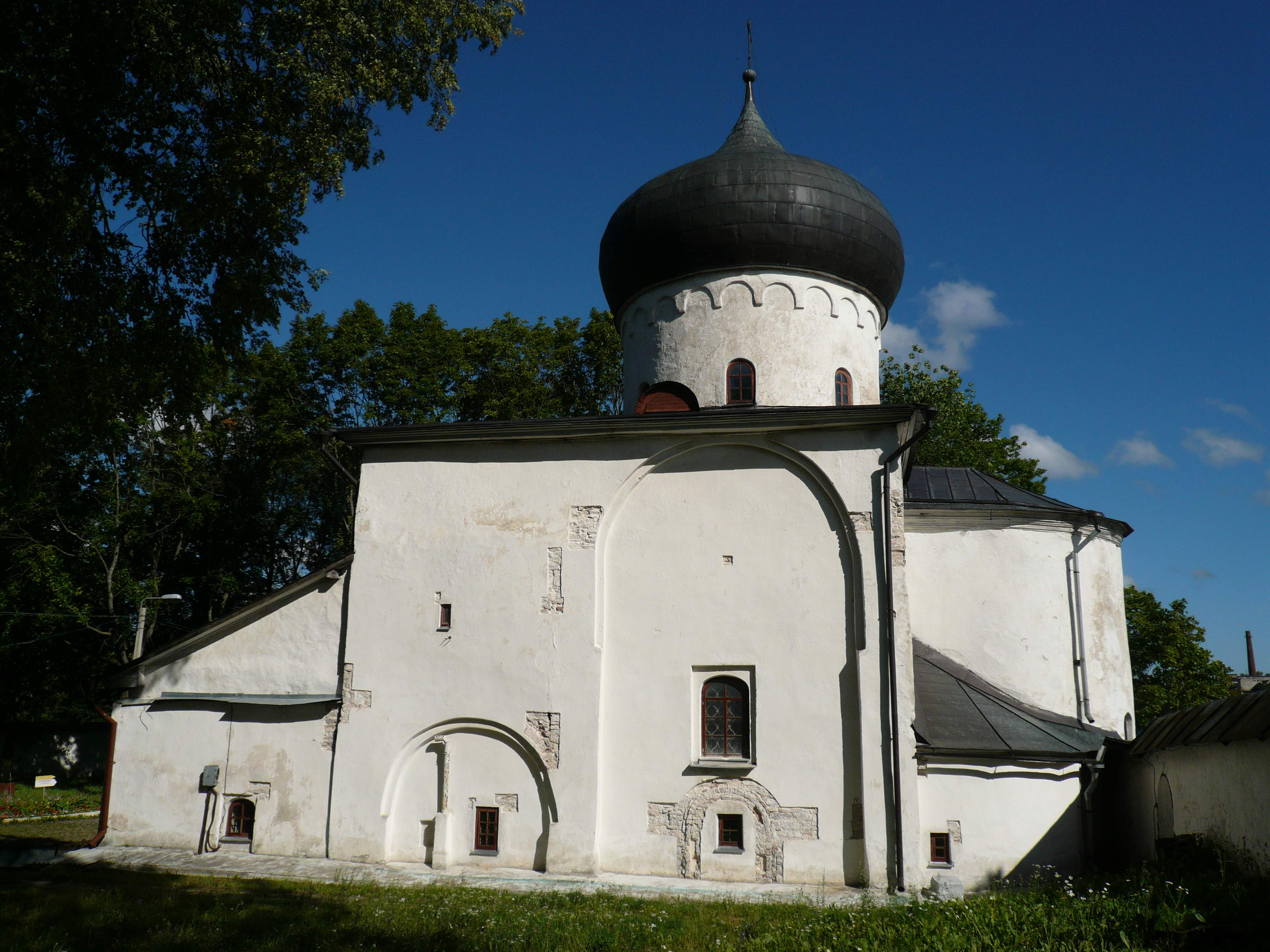

کلیسای جامع تجلی نجات‌دهنده صومعه میروژسکی (به روسی: Спасо-Преображенский собор Мирожского монастыря) یا کلیسای سپاسو-پریوآبرازهنسکی یک کلیسای ارتدوکس غیرفعال در پسکوف است و قدیمی‌ترین کلیسای باقی‌مانده از صومعه میرژ و خود شهر به‌شمار می‌رود. این کلیسا در قرن دوازدهم میلادی به دستور آرخ‌بیسکوف نووگورود نیفونت ساخته شده است. این بنا به خاطر نقاشی دیواریهای قرن دوازدهم خود شهرت دارد.
در حال حاضر، کلیسا به عنوان موزه استفاده می‌شود و به کلیسای ارتدوکس تعلق ندارد. عبادات در کلیسای سپاسو-پریوآبرازهنسکی تنها در برخی روزهای خاص تعطیلات توسط برادران صومعه برگزار می‌شود.

## تاریخ و معماری
این کلیسا از آجر و سنگ تا سال ۱۱۵۶ ساخته شده است. این یک کلیسای صلیب‌دار با گنبد است که نوع معماری منحصر به فردی برای هنر روسی باستان دارد. حجم مرکزی بنا به شکل صلیب متساوی‌الاضلاع است (شاخه شرقی آن نیم‌دایره‌ای است، زیرا به آپسید محراب ختم می‌شود) و در چهارگوشه آن فضاهای کوچکی قرار دارند: دو مستطیل‌شکل از سمت غرب و دو آپسیس کوچک از سمت شرق؛ بنابراین، در ابتدا کلیسا از بیرون شکل صلیب مشخصی داشت. در داخل، فضای صلیبی مرکزی تنها با گذرگاه‌های کوچکی به فضاهای گوشه‌ای متصل می‌شد. اما در حین ساخت اولیه، افزوده‌هایی بر روی گوشه‌های غربی اضافه شدند. در ادامه، کلیسا بازسازی شده و شکل اولیه آن تغییر یافت. نوع معماری این کلیسا الگویی برای کلیسای میلاد حضرت مریم در صومعه اسنتوگورسکی شد. این بنا یکی از بهترین نمونه‌های معماری روسی در دوران روس‌های پیش از مغول است.

## نقاشی‌های دیواری
کلیسا در دهه‌های ۱۱۳۰ و ۱۱۴۰ میلادی توسط هنرمندان ناشناس از یونان نقاشی شده است. ویژگی منحصر به فرد این نقاشی‌ها در کیفیت هنری بالا، مفهوم ایکونوگرافی دقیقی که دارند، و همچنین در این است که تقریباً تمام مجموعه نقاشی‌ها به درستی حفظ شده‌اند. از نظر سبک، این نقاشی‌ها هیچگونه مشابهت زمانی در روسیه ندارند و در برخی از کلیساهای سیسیل مشابهت‌هایی با موزاییک‌های بیزانسی همان دوران دارند.
مکان مرکزی در این ترکیب به موضوع اتصال طبیعت الهی و انسانی در پسر خدا و قربانی فدایی او اختصاص دارد، و تمامی بخش‌های دکوراسیون کلیسا به این موضوع مرتبط است. در این ترکیب، دیسوس در کنخ محراب و نقاشی عظیم صعود مسیح در گنبد از لحظات کلیدی هستند. موضوع قربانی فدایی در سقف‌ها و لوینت‌های کلیسا دیده می‌شود. در میان این گروه نقاشی‌ها، «مرثیه حضرت مسیح» (در دیوار شمالی) برجسته است. ثبت‌های سوم از بالا به معجزات حضرت مسیح اختصاص یافته است. دو ثبت پایین‌تر از نقاشی‌های فضای اصلی به تصویر شخصیت‌های مذهبی همچون پیامبران، جنگجویان، کشیشان، راهبان و غیره اختصاص یافته است. نوشته‌ها (به زبان یونانی) نادر هستند و به همین دلیل، اکثریت تصاویر شناسایی نشده‌اند. در میان شخصیت‌های شناخته شده، جنگجویان سرگئی و واک، درمانگران شهید پانتلییمن، کیر و یوحنا، و شهیدان رومول و اوودوکیا، قدیسان ایرانی آکسیم، آیفال و یوسف، و نیکون و افروسین و دیگران در میان آنها قرار دارند.
در قرن هفدهم، نقاشی‌ها سفیدکاری شده‌اند که به‌طور شگفت‌آوری موجب حفظ آنها شد. وجود نقاشی‌ها در سال ۱۸۵۶ کشف شد، زمانی که در حین بازسازی کلیسا، بخش‌هایی از نقاشی‌ها از زیر سفیدکاری‌های فروریخته نمایان شد. با تلاش‌های ولادیمیر واسیلویچ سوسلوف و شاگردانش، آنها در اواخر قرن نوزدهم از زیر گچ برداشته شدند. فرسایش لایه‌های رنگی و بخش‌های از دست رفته موجب ناراحتی روحانیون صومعه شد و بر اساس دستور سنود، سوسلوف از مرمت نقاشی‌ها کنار گذاشته شد و تأمین مالی کارها متوقف شد.
در سال ۱۸۹۶، رئیس نیکوکاران استان نیکولای نوووسلتسف از مشاور عالی سنود کنستانتین پوبیدونوستسف خواست تا از طرف وی درخواست ادامه کارها را بنماید و در ۲ اوت ۱۸۹۷، امپراتور مجوز ادامه مرمت‌ها را به هزینه‌های سنود صادر کرد. در مه ۱۸۹۸، زمانی که استاد انستیتو باستان‌شناسی سنت‌پترزبورگ، پروفسور نیکولای پوکروفسکی به پسکوف آمد، گزارشی دربارهٔ نقاشی‌های میرژ ارائه داد و جامعه باستان‌شناسی پسکوف تصمیم گرفت «درخواست حفظ نقاشی‌ها در شرایط اصلی خود» را بدهد. برای «بازسازی» نقاشی‌ها، گروهی از نقاشان ایکونوگرافیک ولادیمیر تحت هدایت ن.م. سافونوف استخدام شدند که در سال‌های ۱۹۰۰–۱۹۰۱ نقاشی‌های باستانی را شستشو داده و سپس آنها را به سبک «کهن» بازنویسی کردند و تنها ایکونوگرافی اصلی مضامین را حفظ کردند؛ در ۲۷ اوت ۱۹۰۲، کلیسا افتتاح شد.